# Le perle di Viola
Le perle di Viola è una raccolta antologica della cantante italiana Viola Valentino. pubblicata nel 2019

## Descrizione
La raccolta è stata pubblicata nel solo formato download digitale. Tutti i brani sono tratti dal doppio album Made in Virginia 1 e Made in Virginia 2 del 2004.

## Tracce
1. Arriva arriva (V. Spampinato, M. Fabrizio)
2. Onda tra le onde (O. Avogadro, M. Lavezzi)
3. Come quando fuori piove (M. Marsili)
4. Comprami (R. Brioschi, C. Minellono)
5. Sola (M. Fabrizio, V. Spampinato)
6. Sei una bomba (Riccardo Fogli, G. Morra, R. Brioschi)
7. Quasi mezzanotte (Giorgio Vanni, C. D'Onofrio, P. Costa)
8. Romantici (M. Fabrizio, G. Morra)